# Akihiro Yoshida
Akihiro Yoshida (japanisch 吉田 明博 Yoshida Akihiro; * 28. Mai 1975 in der Präfektur Kagawa) ist ein ehemaliger japanischer Fußballspieler.

## Karriere
Yoshida erlernte das Fußballspielen in der Schulmannschaft der Takamatsu Commercial High School. Seinen ersten Vertrag unterschrieb er 1994 bei Bellmare Hiratsuka. Der Verein spielte in der höchsten Liga des Landes, der J1 League. Für den Verein absolvierte er zwei Erstligaspiele. 1994 gewann er mit dem Verein den Kaiserpokal. 1999 wechselte er zum Drittligisten Yokohama FC. 1999 und 2000 wurde er mit dem Verein Meister der Japan Football League und stieg in die J2 League auf. Für den Verein absolvierte er 13 Spiele. Ende 2003 beendete er seine Karriere als Fußballspieler.

## Erfolge
Bellmare Hiratsuka
- Kaiserpokal

Sieger: 1994